# Ida Ou Gailal (kommun)
Ida Ou Gailal (franska: Ida Ou Gailal (CR), Ida Ou Gailal (Commune Rurale), arabiska: الفيض) är en kommun i Marocko.   Den ligger i provinsen Taroudannt och regionen Souss-Massa, i den centrala delen av landet, 400 km söder om huvudstaden Rabat. Antalet invånare är 6 416.